# Stazione di Montecosaro
Stazione di Montecosaro vasútállomás Olaszországban, Marche régióban, Montecosaro településen.

## Vasútvonalak
Az állomást az alábbi vasútvonalak érintik:
- Civitanova-Fabriano-vasútvonal

## Kapcsolódó állomások
A vasútállomáshoz az alábbi állomások vannak a legközelebb: 
- Stazione di Civitanova Marche-Montegranaro
- Stazione di Morrovalle-Monte San Giusto